# Erik Frisell (friidrottare)
Erik Ferdinand Frisell, född 3 maj 1889 i Malmö Sankt Petri församling, död 17 december 1944 i Malmö Karoli församling, var en svensk friidrottare.
Vid OS i Stockholm 1912 deltog Frisell på 800 meter, men blev utslagen i försöken.
Frisell tog SM-guld på 400 meter 1913. Han tävlade för Malmö AI.